# NGC 52
NGC 52 è una galassia a spirale vista di taglio nella costellazione di Pegaso. La galassia fu scoperta il 18 settembre 1784 dall'astronomo inglese di origine tedesca, William Herschel, che la descrisse come "molto debole, piccola e estesa".

## Caratteristiche fisiche
La galassia si estende per circa 150.000 anni luce, una dimensione una volta e mezza maggiore della nostra Via Lattea.
NGC 52 possiede una galassia satellite ellittica denominata PGC (Principal Galaxies Catalogue) 1563523.